# Paganese Calcio 1926
Paganese Calcio 1926, zkráceně jen Paganese je italský fotbalový klub hrající v sezóně 2024/25 ve 4. italské fotbalové lize sídlící ve městě Pagani v regionu Kampánie.  

## Změny názvu klubu
- 1926/27 – 1928/29 – US Paganese (Unione Sportiva Paganese)
- 1929/30 – 1930/31 – USF Paganese (Unione Sportiva Fascista Paganese)
- 1931/32 – 1944/45 – AS Pagani (Associazione Sportiva Pagani)
- 1945/46 – 1981/82 – US Paganese (Unione Sportiva Paganese)
- 1982/83 – 1987/88 – Paganese Calcio (Paganese Calcio)
- 1988/89 – 1990/91 – PA Paganese (Polisportiva Azzurra Paganese)
- 1991/92 – 1997/98 – AC Paganese (Associazione Calcio Paganese)
- 1998/99 – 2002/03 – AS Real Paganese (Associazione Sportiva Real Paganese)
- 2003/04 – Paganese Calcio 1926 (Paganese Calcio 1926)

## Získané trofeje

### Vyhrané domácí soutěže
- 4. italská liga ( 1x )

1975/76
- 5. italská liga ( 1x )

2005/06

## Účast v ligách
| Úroveň soutěže | Název soutěže (nynější název) | První hraná sezona | Poslední hraná sezona | celkem odehraných sezon |
| -------------- | ----------------------------- | ------------------ | --------------------- | ----------------------- |
| 3              | Serie C                       | 1976/77            | 2021/22               | 20                      |
| 4              | Serie D                       | 1929/30            | 2024/25               | 24                      |
| 5              | Eccellenza                    | 1987/88            | 2005/06               | 11                      |

## Trenéři

### Známí trenéři v klubu
- Guido Gratton (1970)
- Andrea Sottil (2014–2015)

## Fotbalisté

### Známí hráči v klubu
- Fabio Gatti – (2011) reprezentant  medailista z ME U21 2002
- Tomas Švedkauskas – (2013/14) reprezentant